# Сид Барет
Роджър Кийт „Сид“ Барет (на английски: Roger Keith „Syd“ Barrett) е английски рок китарист и вокалист. Оставя значима следа върху психеделик-рока и прогресив-рока като основател и първоначален певец, текстописец и основен китарист на „Пинк Флойд“.
Отговорен е за голяма част от техния първи албум от 1967 г. „Музикантът пред портите на зората“, но напуска „Пинк Флойд“ в началото на 1968 г., след като нестабилното му поведение го прави твърде труден за общуване (той се появява в няколко парчета от следващия им албум, „Чиния пълна с тайни“). Такова е положението му в оригиналния състав, че малко наблюдатели мислят, че групата ще оцелее след заминаването му. Всъщност първоначалното ръководство на групата решава да продължи със Сид и да остави останалите да се справят сами. „Пинк Флойд“ никога повече не възвръщат закачливия хумор и луда енергия от работата си с Барет.
След период на „зимен сън“ Барет се появява отново през 1970 г. с два албума, „Лудият се смее“ и „Барет“, в които личи значителна подкрепа от неговите предишни колеги (особено от заместника му Дейвид Гилмор, който участва в повечето записи). Членове на групата „Софт Машийн“ също свирят в записите на тези плочи, които съдържат грубо, недовършено и фолклорно усещане. Ексцентричният хумор на Барет, хитрата игра на думи и заразителните мелодии се редуват от брилянтни до хаотични в неговите соло албуми. Недостигайки напрегнатата мощ на неговите записи с „Пинк Флойд“ през 1967 г., те въпреки всичко остават пленителни и вълнуващи погледи в съзидателната душа, която се проваля твърде рано след прекалено много слава и наркотици. С нарастващи психологически проблеми, Барет се оттегля в почти пълно уединение след тези два албума. Той не реализира повече никакви музикални записи и рядко излиза пред публика, оставен да свири сам.
Въпреки че не привличат голямо внимание с появата си, неговите албуми събират многобройни верни слушатели. Музиката и мистиката на Барет осъществяват трайно влияние, което продължава да нараства две десетилетия след това. По-късно нова вълна от психеделик, като Джулиън Коп, „Телевижън Персоналитис“ и специално Робин Хичкок съзнават огромното влияние на Барет върху тяхната работа. Култът към Барет се разширява достатъчно, за да оправдае издаването на един цял албум с ранни нереализирани материали, наречен „Опел“, късно през 80-те, както и неговите записи по Би Би Си. След като страда над 30 години от диабет, Сид Барет умира на 7 юли 2006 г. от усложнения, възникнали от болестта.

## Биография

### Ранни години
Роджър Кийт Барет е роден на 6 януари 1946 година в Кеймбридж като четвъртото от пет деца в семейство от средната класа. Баща му Макс Барет е известен лекар патолог, а майка му изглежда е родственичка на общественичката Елизабет Гарет Андерсън.
Като дете Барет понякога свири на пиано, но предпочита писането и рисуването. Участва в Скаутското движение. На 10 години си купува укулеле, на 11 – банджо, а на 14 – акустична китара. Година по-късно купува първата си електрическа китара и конструира собствен усилвател.

## Дискография

### С Пинк Флойд

#### Сингли
- Arnold Layne / Candy and a Currant Bun – 1967 #20 UK
- Flaming / The Gnome – 1967
- See Emily Play / The Scarecrow – 1967 #6 UK, #134 USA
- Apples and Oranges / Paint Box – 1967
- Let There Be More Light / Remember a Day – 1968

#### Албуми
- The Piper at the Gates of Dawn – 5 август 1967 #6 UK
- A Saucerful of Secrets – 29 юни 1968 #9 UK
- London 1966 /1967 – 2005

### Соло дискография

#### Сингли
- Octopus / Golden Hair – 15 ноември 1969

#### Албуми
- The Madcap Laughs – 3 януари 1970 #40 UK
- Barrett – 14 ноември 1970
- The Peel Session – 1987
- Radio One Sessions – 2004

#### Компилации
- Syd Barrett – ноември 1974 #163 USA
- Opel – 17 октомври 1988
- Octopus: The Best of Syd Barrett – 29 мая 1992
- Crazy Diamond – април 1993
- The Best of Syd Barrett: Wouldn't You Miss Me? – 16 април 2001
- An Introduction to Syd Barrett – 4 октомври 2010